# اللجنة الدائمة للمجلس الوطني لنواب الشعب

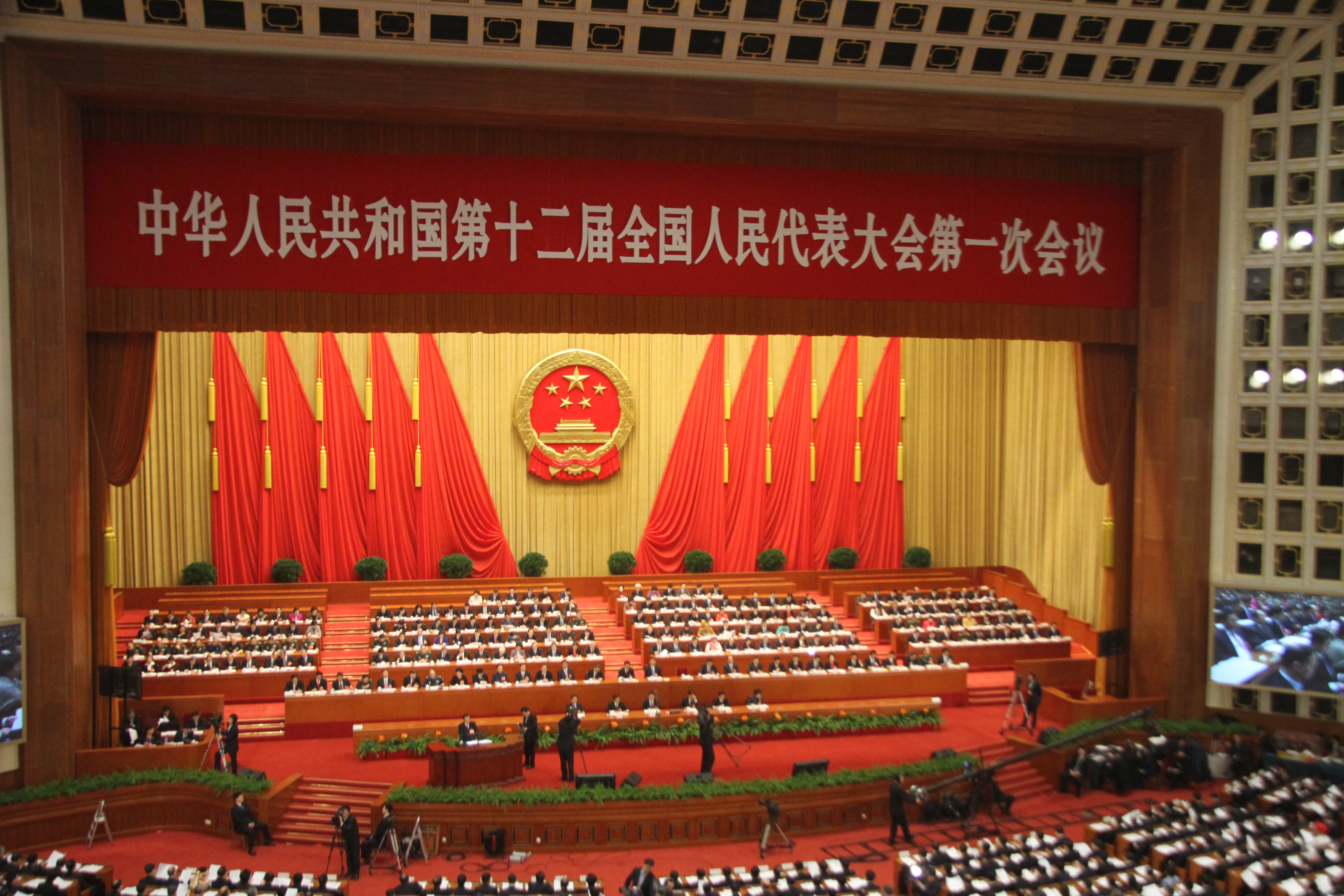
انعقاد مجلس الشعب الوطني الثاني عشر، والذي تتبعه لجنة مجلس الشعب الوطني الثابتة.

اللجنة الدائمة للمجلس الوطني لنواب الشعب (بالصينية: 全國人民代表大會常務委員會) هي لجنة تتألَّف من نحو 150 عضواً من أعضاء مجلس الشعب الوطني في جمهورية الصين الشعبية، تنعقد خلال الفترة الفاصلة بين جلسات مجلس الشعب الوطني. لدى لجنة مجلس الشعب الوطني الثابتة صلاحيات دستورية تخوِّلها لتعديل التشريعات العامَّة ضمن حدودٍ يوضحها مجلس الشعب الوطني الذي تَتبعُه، ولذلك فإن اللجنة تمثّل هيئة تشريعية بحكم الأمر الواقع. يتزعم اللجنة رئيس يُعَدُّ مصدر التشريعات الأول على مستوى الصين، وعادةً ما يُعتَبر الرجل الثالث في هرم المناصب السياسية الصينية بعد رئيس البلاد وأمين السرّ العام. يترأس اللجنة حالياً زانغ ديجيانغ.